# Nils Mustelin
Nils Olof Mustelin, född 11 augusti 1931 i Åbo, död 28 april 2004 i Helsingfors, var en finländsk fysiker.
Mustelin disputerade vid Åbo Akademi 1963 på en avhandling i teoretisk fysik och verkade 1964–1967 som generalsekreterare för det nygrundade Forskningsinstitutet för teoretisk fysik vid Helsingfors universitet, 1970–1987 som sekretariatschef vid Nordforsk och 1988–1996 som projektchef vid Tekes.
Han verkade för en popularisering av vetenskapen och blev känd för allmänheten genom sin medverkan i radio- och TV-program, som ofta handlade om hans stora intresse för musik. Bland annat deltog han i det finländska laget i Musikfrågan Kontrapunkt 1980. Han var engagerad i föreningen Skepsis, där han var ordförande 1989–1992.
År 1989 erhöll Mustelin professors titel. Han är författare till boken Liv bland miljarder stjärnor som gavs ut i en upplaga 1978 och en 1980 och handlar om möjligheterna till liv i rymden.
Mustelin var dotterson till matematikern Severin Johansson och systerson till  journalisten Gunnar Johansson.

### Uppslagsverk
- Mustelin, Nils i Uppslagsverket Finland (webbupplaga, 2012). CC-BY-SA 4.0